# Zarrentin am Schaalsee

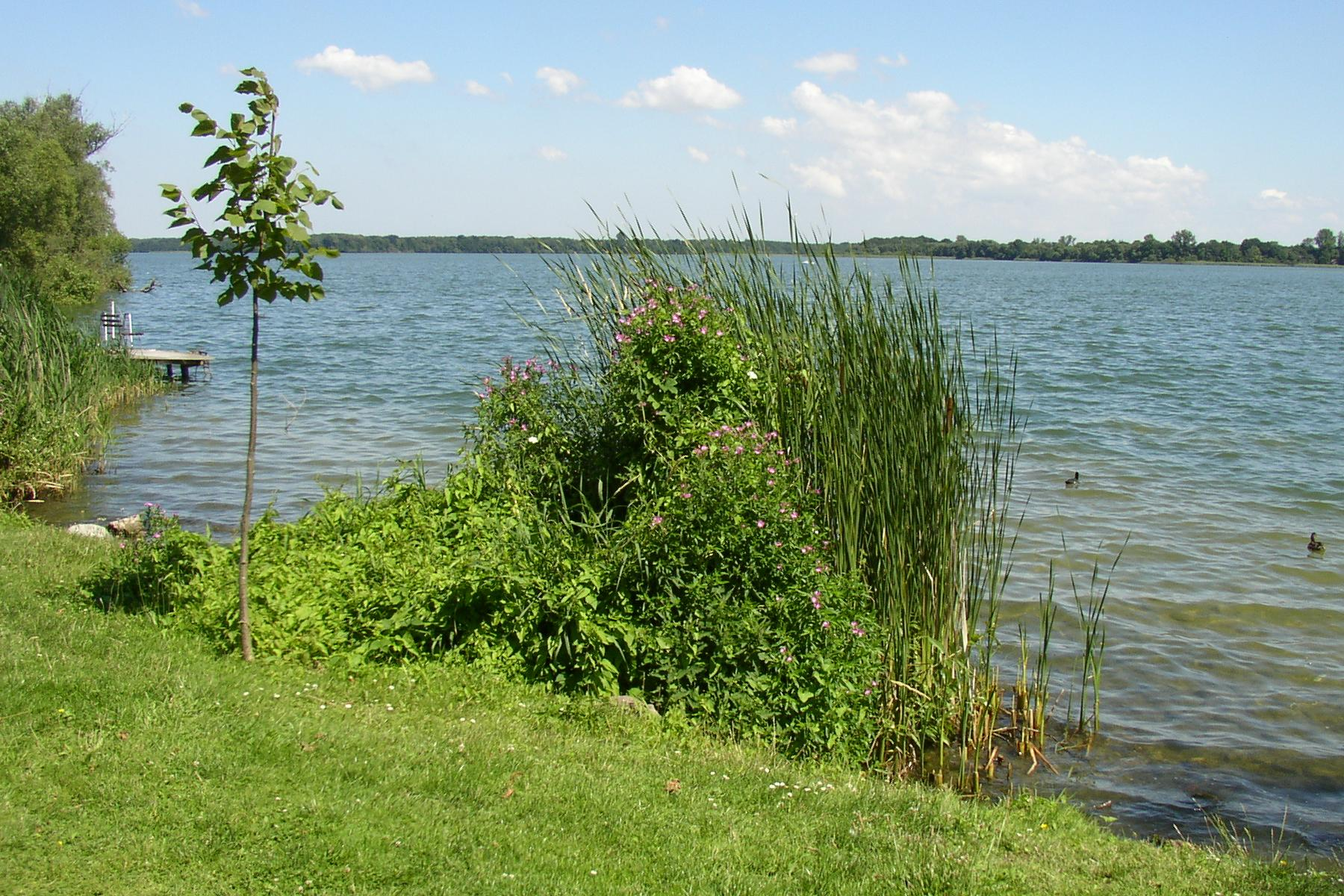
Schaalsee

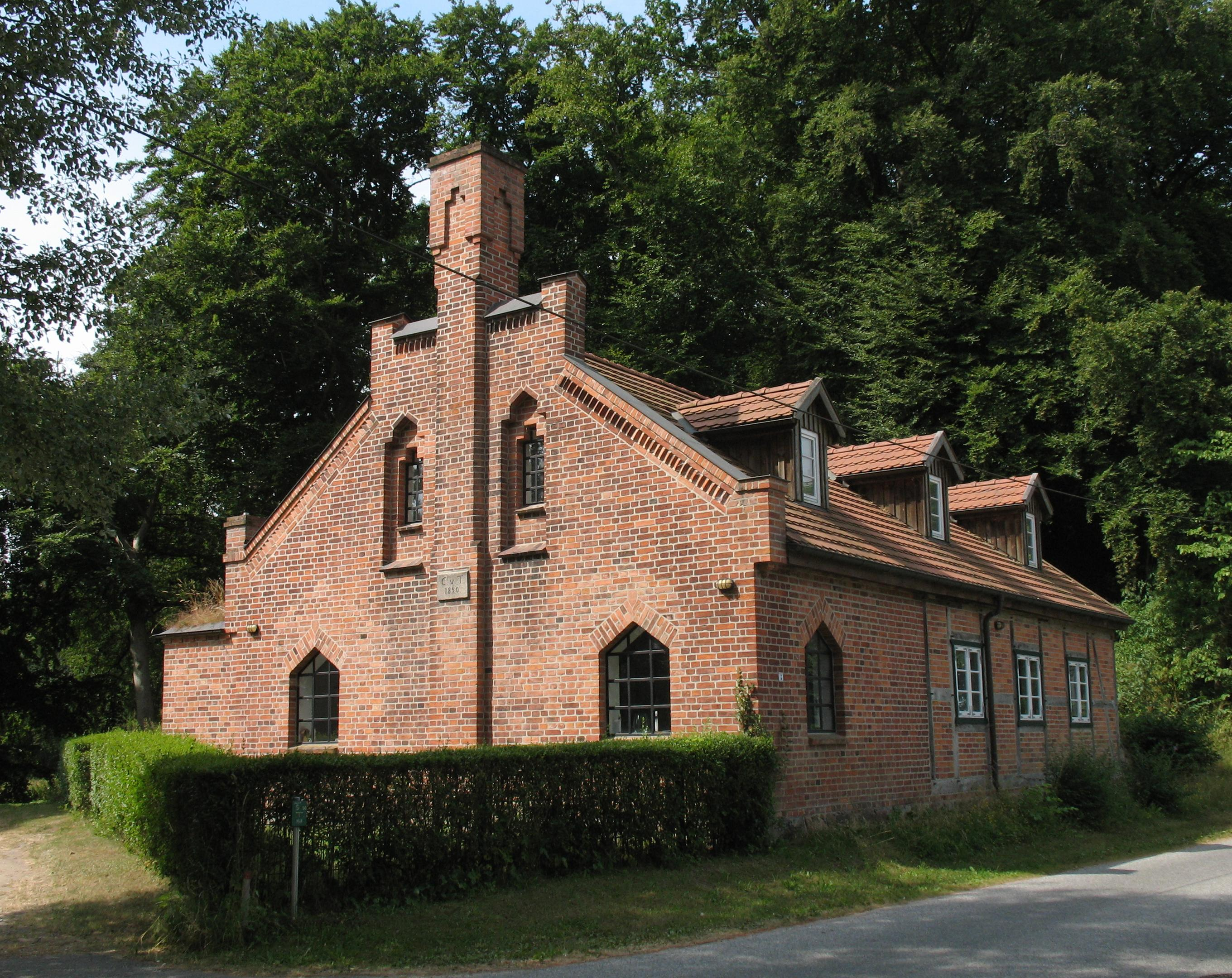
Kuźnia

Zarrentin am Schaalsee – miasto w Niemczech, w kraju związkowym Meklemburgia-Pomorze Przednie, w powiecie Ludwigslust-Parchim, siedziba Związku Gmin Zarrentin.

## Toponimia
Nazwa pochodzenia słowiańskiego, połabskie *Čarnotin oznaczające tyle co „gród Čarnoty”.